# Grodzisko (Radomsko)
Pour les articles homonymes, voir Grodzisko.
Grodzisko est une localité polonaise de la gmina de Żytno, située dans le powiat de Radomsko en voïvodie de Łódź.